# Matterhorn-Gotthard Bahn
La Matterhorn-Gotthard Bahn est née de la fusion du FO (Furka-Oberalp Bahn), du BVZ (Brig-Visp-Zermatt Bahn) et du Gornergrat Bahn le premier janvier 2003. Son réseau est à voie métrique, long de 144 km. « Bahn » est un mot allemand qui veut dire « voie », « piste » et par extension « chemin de fer ».
Remarquons que la compagnie de chemin de fer Schöllenen chargée de la navette entre Andermatt et Göschenen dont la ligne fut ouverte le 12 juillet 1917, est également intégrée à la FO depuis le 1er janvier 1961 puis au MGB.
La Matterhorn-Gotthard Bahn est détenue à 50 % par BVZ Holding et à 50 % par les pouvoirs publics.

## Historique

### Furka-Oberalp
La compagnie de chemin de fer Brigue - Furka - Oberalp jusqu'à Disentis (BFD) dans le Canton des Grisons fut fondé en 1910 avec le siège à Berne. Le trajet n'est pas facile car il s'agit de franchir deux cols importants, à l'ouest celui de la Furka à 2 436 mètres et à l'est, celui de l'Oberalp à 2 044 mètres. Les travaux débutèrent en juin 1911 sur le tronçon de Brigue jusqu'à Gletsch qui fut ouvert en 1915. Cette partie fût construite par une entreprise française la « Société de construction des Batignolles » à Paris. Mais faute d'argent, les travaux du percement du tunnel furent arrêtés en 1916 et la compagnie fut mise en faillite en 1923.
Comme la ligne présente un intérêt économique et surtout stratégique pour la Suisse, une nouvelle société Furka-Oberalp (FO) fut créée à Brigue avec le soutien financier de la Confédération et de l’État du Valais en 1925, elle reprit les infrastructures et le matériel roulant. Dès 1926, les trains à vapeur Brigue - Disentis purent circuler, traversant le tunnel de la Furka. La ligne, longue d'environ 97 km, comprenait à l'origine neuf sections à crémaillère, système Abt.
En 1930, la liaison entre Brigue et Viège - Zermatt a permis de lancer le Glacier Express, avec des voitures directes entre Zermatt et Saint-Moritz, exploité conjointement par la compagnie BVZ, du FO et du RhB. L'électrification de la ligne a été réalisée entre 1939 et 1942. De 1973 à 1982, la compagnie a construit grâce à l'aide de la Confédération suisse (311 millions), un tunnel de base de 15,4 km au départ du village d'Oberwald. Ce tunnel, ouvert le 26 juin 1982, permet une exploitation en toute saison de la ligne.
L'ancien tracé d'altitude, Oberwald - Gletsch et Canton d'Uri fut repris en 1987 par la Société DFB (Dampfbahn Furka-Bergstrecke), une association d'amateurs de trains à vapeur,.

### Brigue-Viège-Zermatt
Lors de sa mise en exploitation en juillet 1890, la ligne partait de Viège sur la ligne du Simplon, tout d'abord de Viège à Stalden (3 juillet 1890) puis jusqu'à Saint-Nicolas le 26 août 1890 et enfin à Zermatt en septembre 1891, soit une longueur de 35 kilomètres. La liaison de 8.3 kilomètres entre Brigue et Viège fut achevée en 1930.
La ligne fut conçue à l'origine pour être une ligne de chemin de fer d'été, la commune de Zermatt ne semblant pas pouvoir attirer des étrangers en hiver. Les premières démarches pour ouvrir la ligne en hiver datent de 1911 et ce n'est que durant l'hiver 1928-1929 que des trains de "sports" circulèrent quand les conditions atmosphériques le permettaient. L'expérience fut bonne et l'exploitation toute l'année commença en 1933, après la construction de nombreux ouvrages de protection contre les avalanches.
Le chemin de fer Viège-Zermatt fut le premier en Suisse à utiliser des crémaillères à double lamelles du système Abt. Un des grands moments de l'histoire de cette compagnie fut le lancement en 1930 du Glacier Express.
Le 5 juin 1929, la liaison de Viège à Brigue fut mise en exploitation. Elle permit le raccordement avec la ligne de chemin de fer Brigue-Furka-Disentis. Cette même année, la ligne fut électrifiée en 11 kV 16,7 Hz.

## L'entreprise

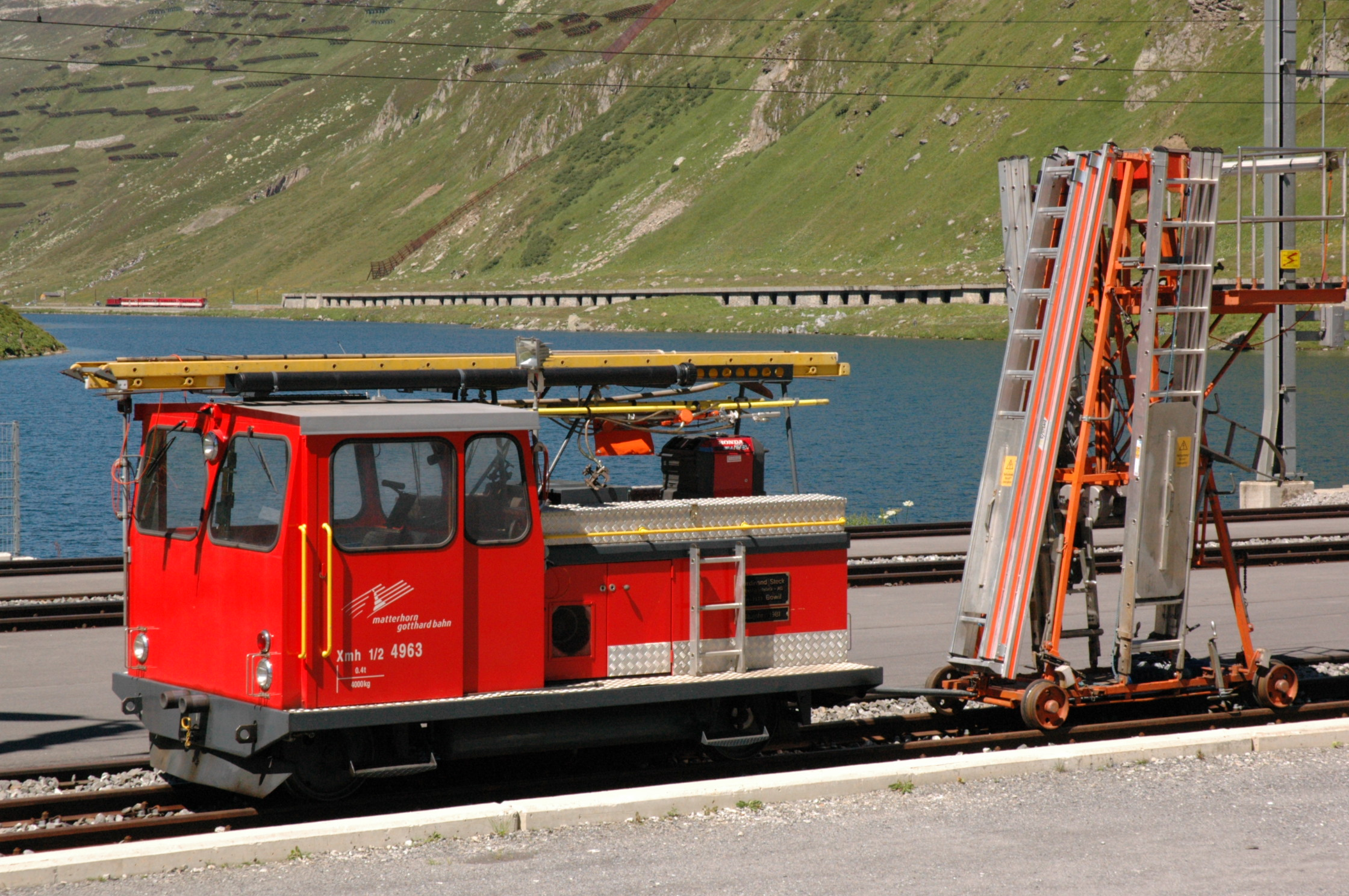
Xmh 1/2 du MGB au col de l'Oberalp.

La Matterhorn-Gotthard Bahn est en fait composée de trois entreprises :
- Matterhorn-Gotthard transport SA ;
- Matterhorn-Gotthard infrastructure SA ;
- Matterhorn-Gotthard bahn SA.

## Matériel moteur

### Furka-Oberalp
À l'ouverture de la ligne entre Brigue et Gletsch, la compagnie met en service dix locomotives à vapeur HG 3/4, construites par SLM Winterthur entre 1913 et 1914, développant une puissance de 440 kW. Elles pouvaient rouler à 45 km/h sur les tronçons sans crémaillère et à 20 km/h sur les tronçons à crémaillère.

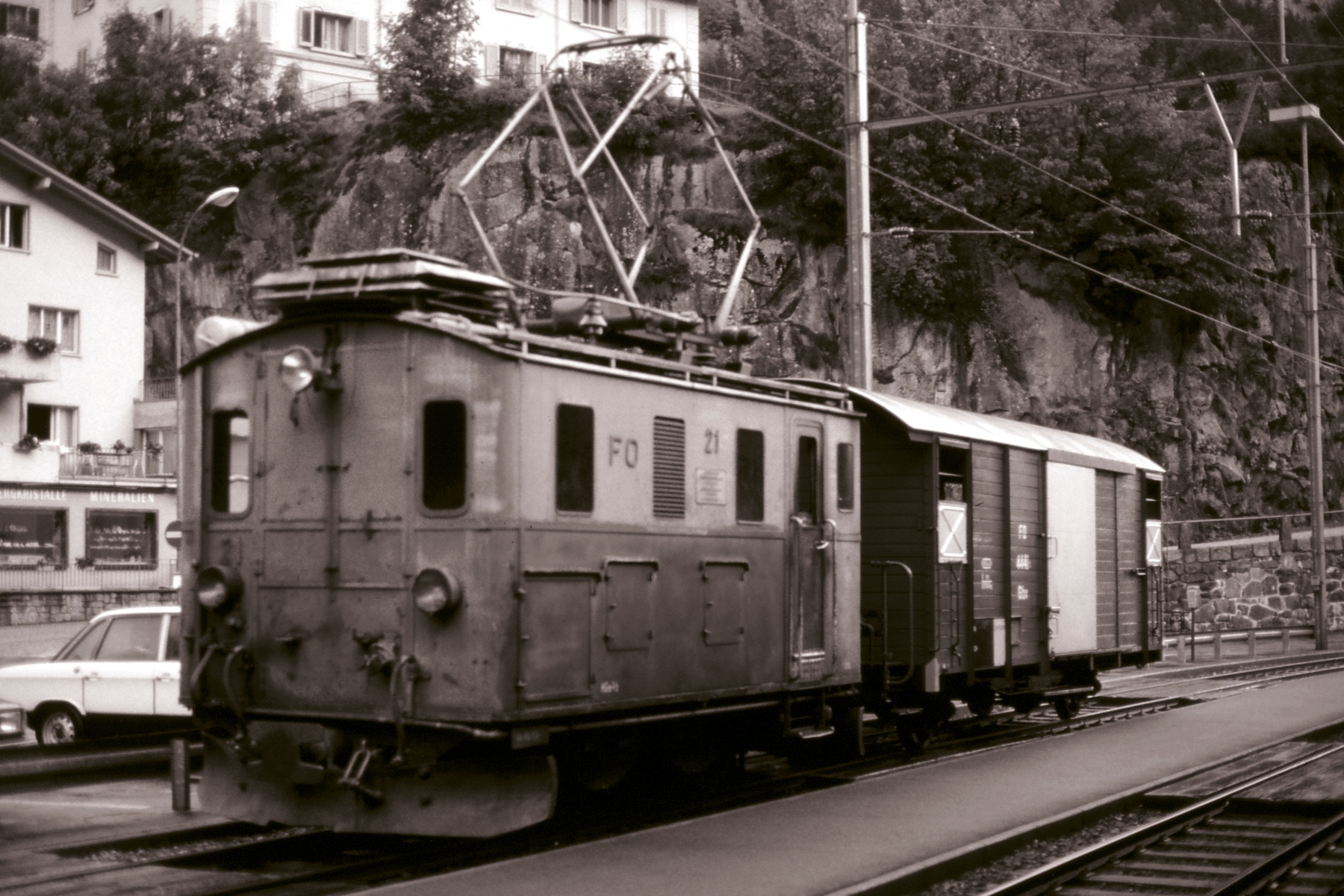
Locomotive HGe 2/2.

Avec la nouvelle société, la nouvelle ligne est ouverte jusqu'à Diesentis, le 4 juillet 1926. Le premier tronçon électrifié est celui Andermatt et Göschenen du Schöllenenbahn. Pour ce parcours, la compagnie utilise quatre petites locomotives HGe 2/2 d'une puissance de 235 kW, construites par SLM/BBC (Brown, Boveri & Cie). Pour l'électrification du reste de la ligne entre les années 1940 à 1942, le FO passe commande de quatre locomotives HGe 4/4, identiques à celle du BVZ. En automne 1941 et au printemps 1942, la compagnie met en service cinq automotrices BCFhe 2/4 d'une puissance de 430 kW.
Entre 1943 et 1956, la compagnie achète de nouvelles HGe 4/4I pour atteindre un total de sept machines. En 1968, ce sont deux locomotives diesels HGm 4/4 construites par SLM/BBC/MFO (Maschinenfabrik Oerlikon) d'une puissance de 700 kW qui viennent s'ajouter au parc et garantir l'augmentation constante du nombre de voyageurs sur la ligne.
Après le 26 juin 1982 et l'ouverture du tunnel de base de la Furka, la compagnie peut assurer un transport navettes-autos entre Oberwald et Realp. Ces navettes sont assurées par deux nouvelles locomotives à simple adhérence de type GE 4/4III de 1 700 kW.
Entre 1970 et 1984,le FO achète cinq fourgons-automoteurs Deh 2/4, quatre fourgons-automoteurs Deh 4/4II puis SLM/BBC livre huit locomotives universelles à adhérence et crémaillère de type HGe 4/4II.

### Brigue-Viège-Zermatt

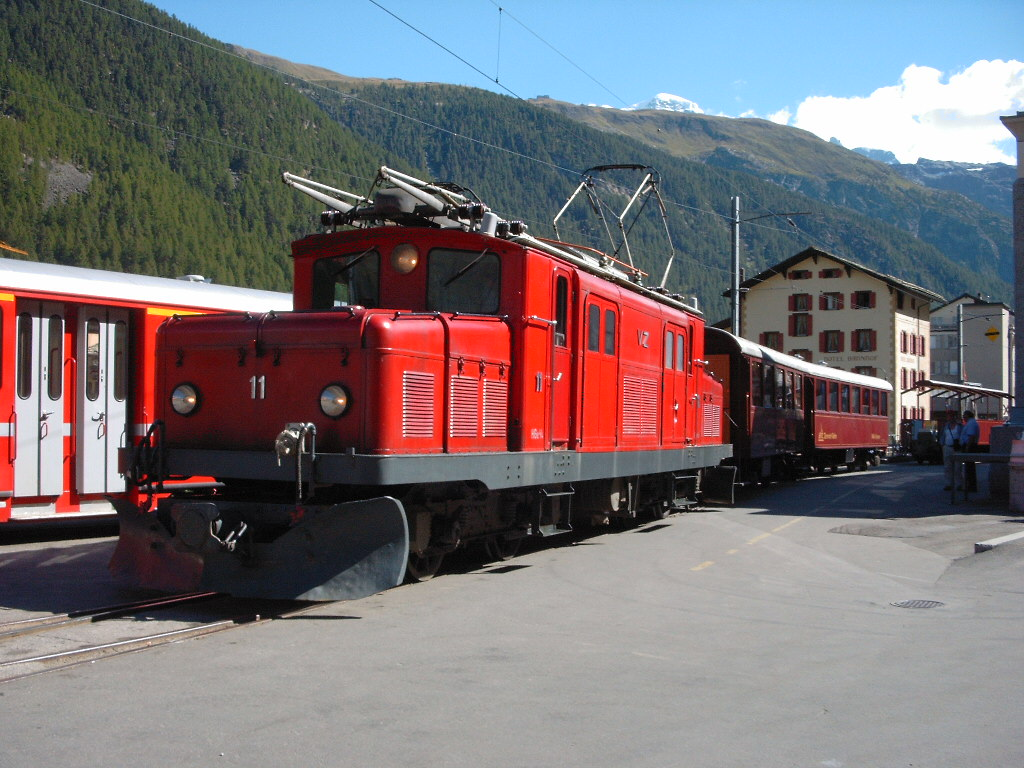
Locomotive HGe 4/4^{I}

Au début de l'exploitation, la compagnie utilise des locomotives à vapeur de type HG 2/3 de SLM. À la suite de l'électrification de la ligne en 1929, la compagnie met en circulation cinq locomotives de type HGe 4/4 fabriquées par MFO, SWS et SLM. Une sixième sera mise en service en 1939. Elles seront retirées à partir de 1992.
En 1960, deux nouvelles automotrices doubles ABDeh 6/6 sont mises en service et trois autres en 1965. En 1975, la compagnie reçoit quatre fourgons automoteurs Deh 4/4 et en 1990, ce sont cinq locomotives HGe 4/4I de 1932 kW, construites par SLM et ABB qui sont mises en service. En 1990, la compagnie met en service de locomotives universelles à adhérence et crémaillère de type HGe 4/4II, identiques à celles de FO.

### MGB

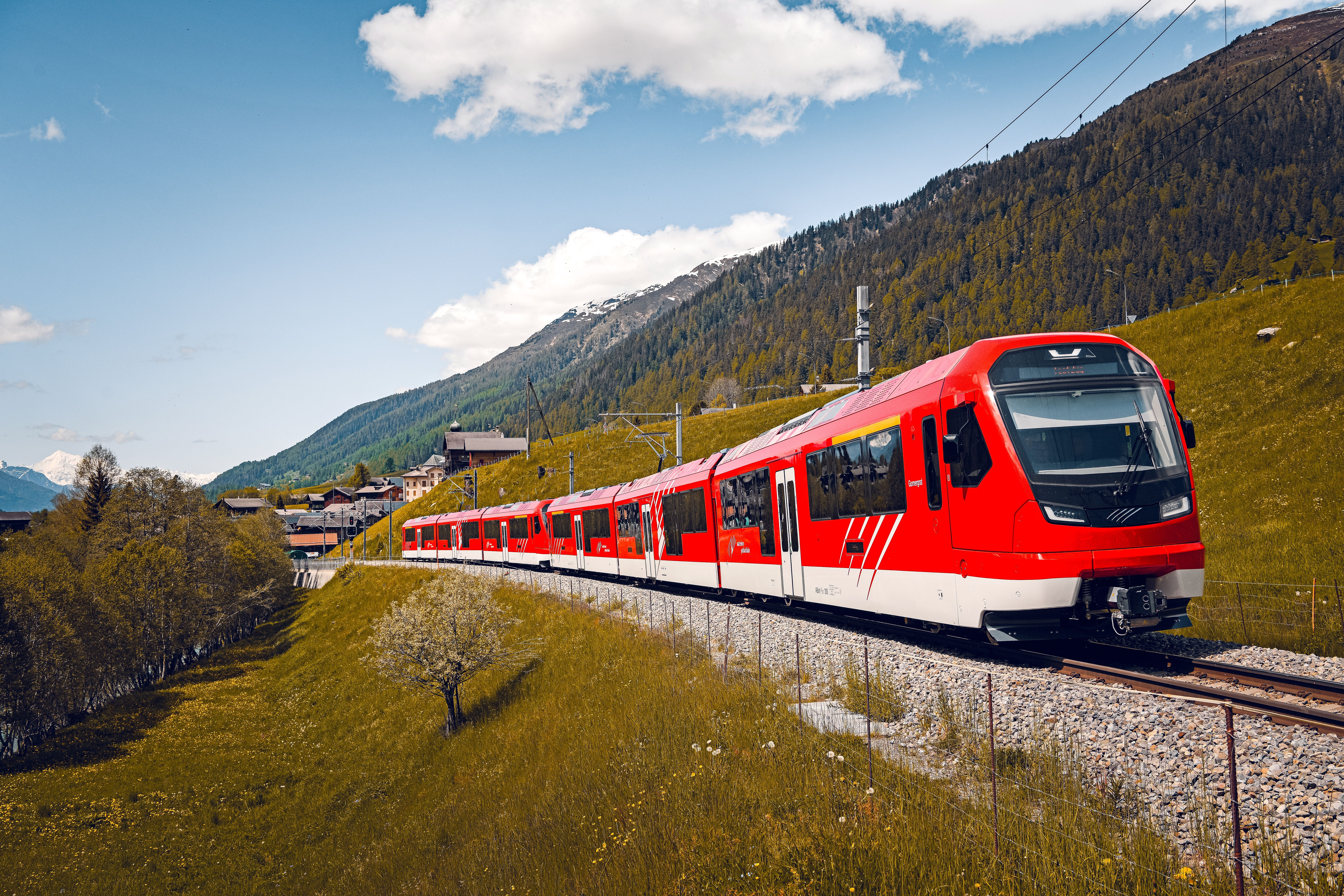
La série ORION ABeh 8/12 du MGBahn à Goms.

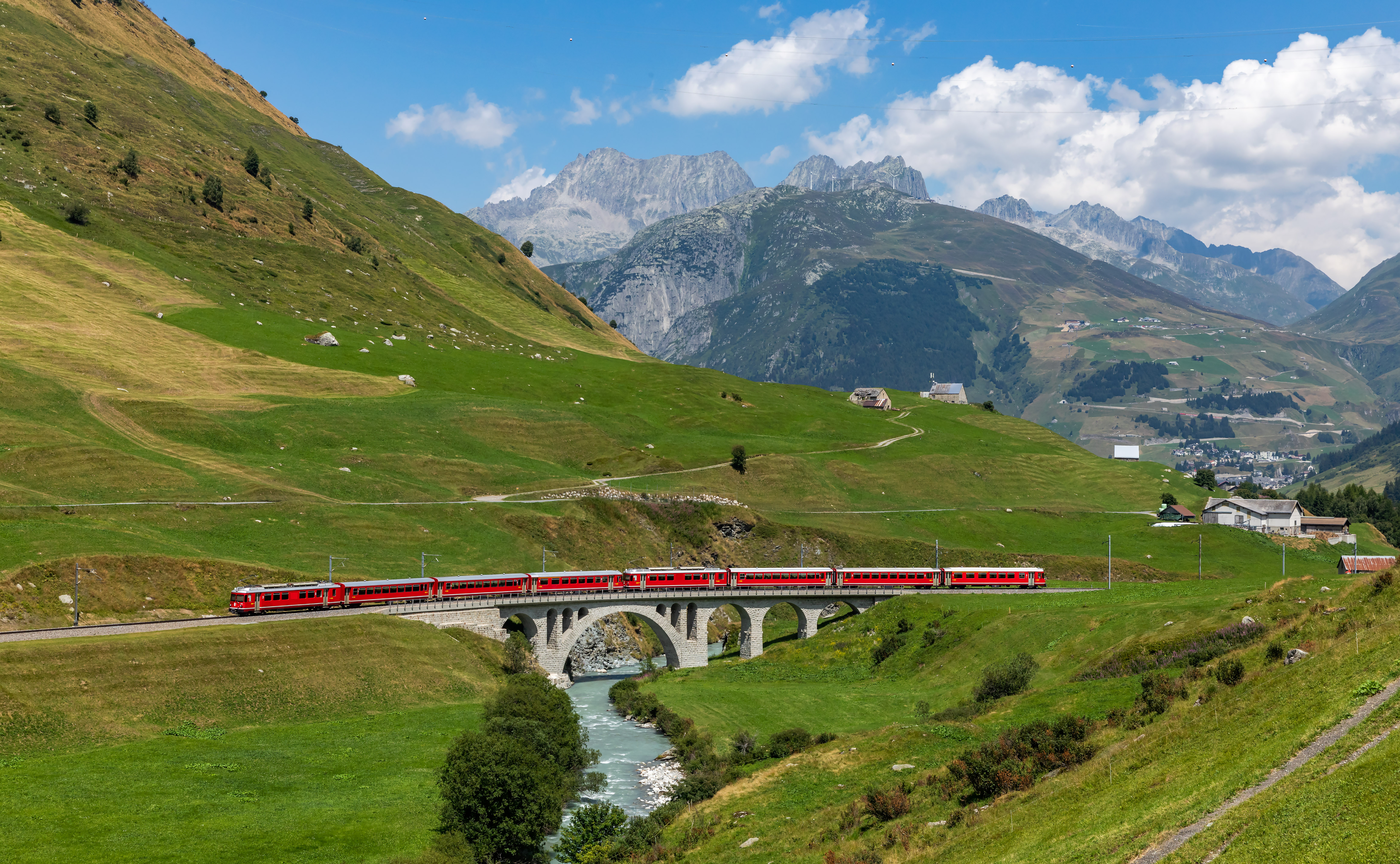
Train MGB des chemins de fer rhétiques entre Realp et Hospental. Juillet 2022.

En 2003, la compagnie met en circulation deux rames Stadler BDSeh 4/8 d'une puissance de 1 000 kW pour le service de navette entre Täsch et Zermatt. Ce parc sera complété en 2007 par deux rames supplémentaires.
Après avoir lancé un appel d'offres en septembre 2018, pour la fourniture de 27 automotrices électriques à voie métrique, dont quatre à trois caisses et 23 à trois caisses à crémaillère, la compagnie a passé commande d'une première série de 12 automotrices ORION (Optimaler Regionalzug Im Oeffentlichen Nahverkehr) à la compagnie suisse Stadler Rail, pour le remplacement des Deh 20 et HGe 4/4II. Elles seront livrées d'ici 2023. Le 7 juin 2023, l'Office fédéral des transports, donne l'autorisation d'exploitation temporaire et les premiers véhicules (ABeh 8/12 304 et 307) sont testés sur la ligne Viège à Andermatt, afin de pouvoir mettre en service des six premiers véhicules le 19 juin 2023 sur 37 commandés pour près de 400 millions de francs,,. Depuis le 19 juin 2023, six Orion sont engagés en service commercial, soit en US, soit en UM de deux. La première étape de livraison des automotrices est terminée à fin 2023 et la seconde commande pour 25 automotrices supplémentaires a été signée en novembre 2023. La livraison s'étend de 2025 à 2029.
Cependant, neuf des locomotives HGe 4/4II sont rénovées (refit) dès 2021 dans les ateliers CFF de Bellinzone, avec la technologie d'entraînement électrique des locomotives qui sera remplacée.

## Le réseau

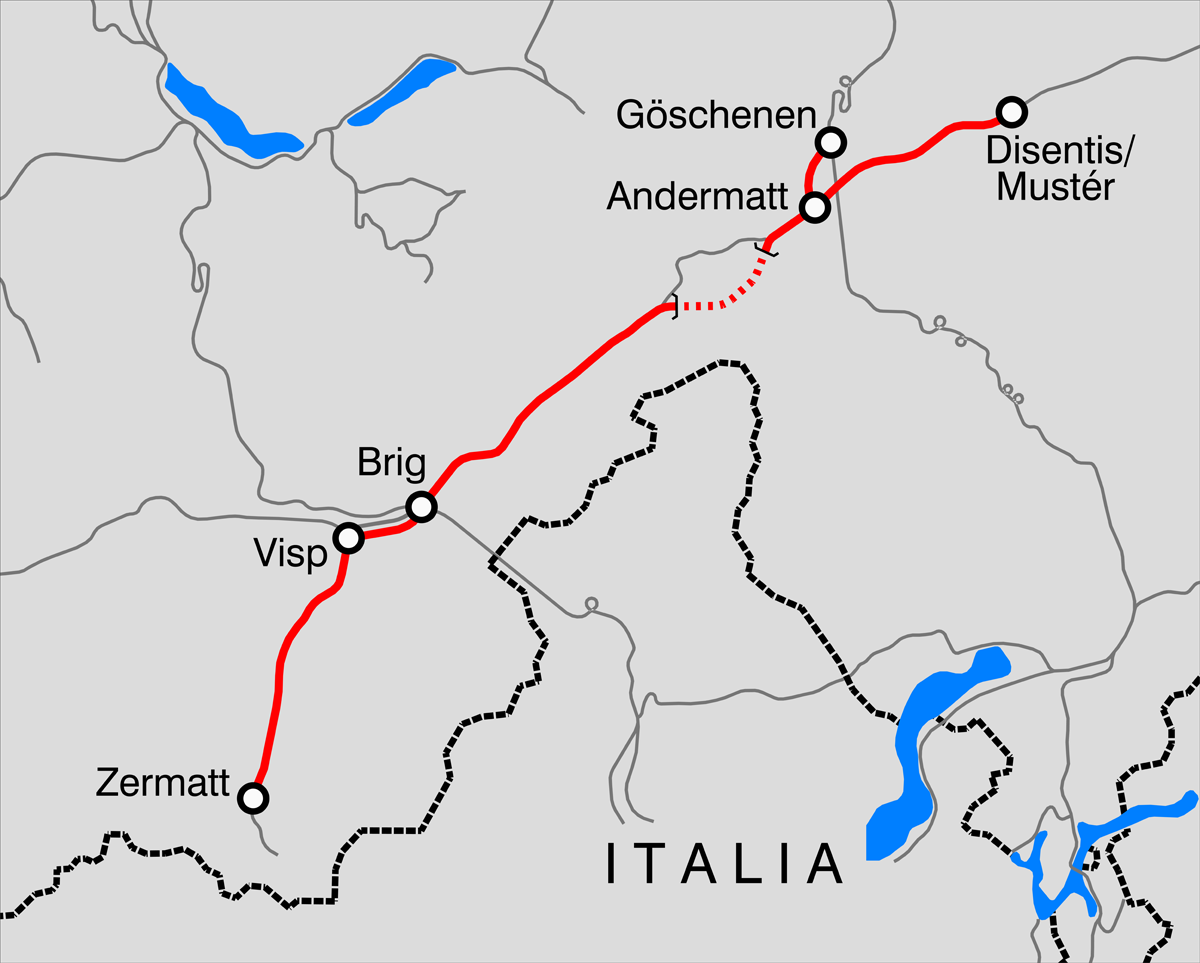
Le réseau MGB.

Le réseau totalise une longueur de 144 km dont 31,9 km équipés d'une crémaillère. Il comporte 29 tunnels, 20 galeries et plus de 60 ponts.

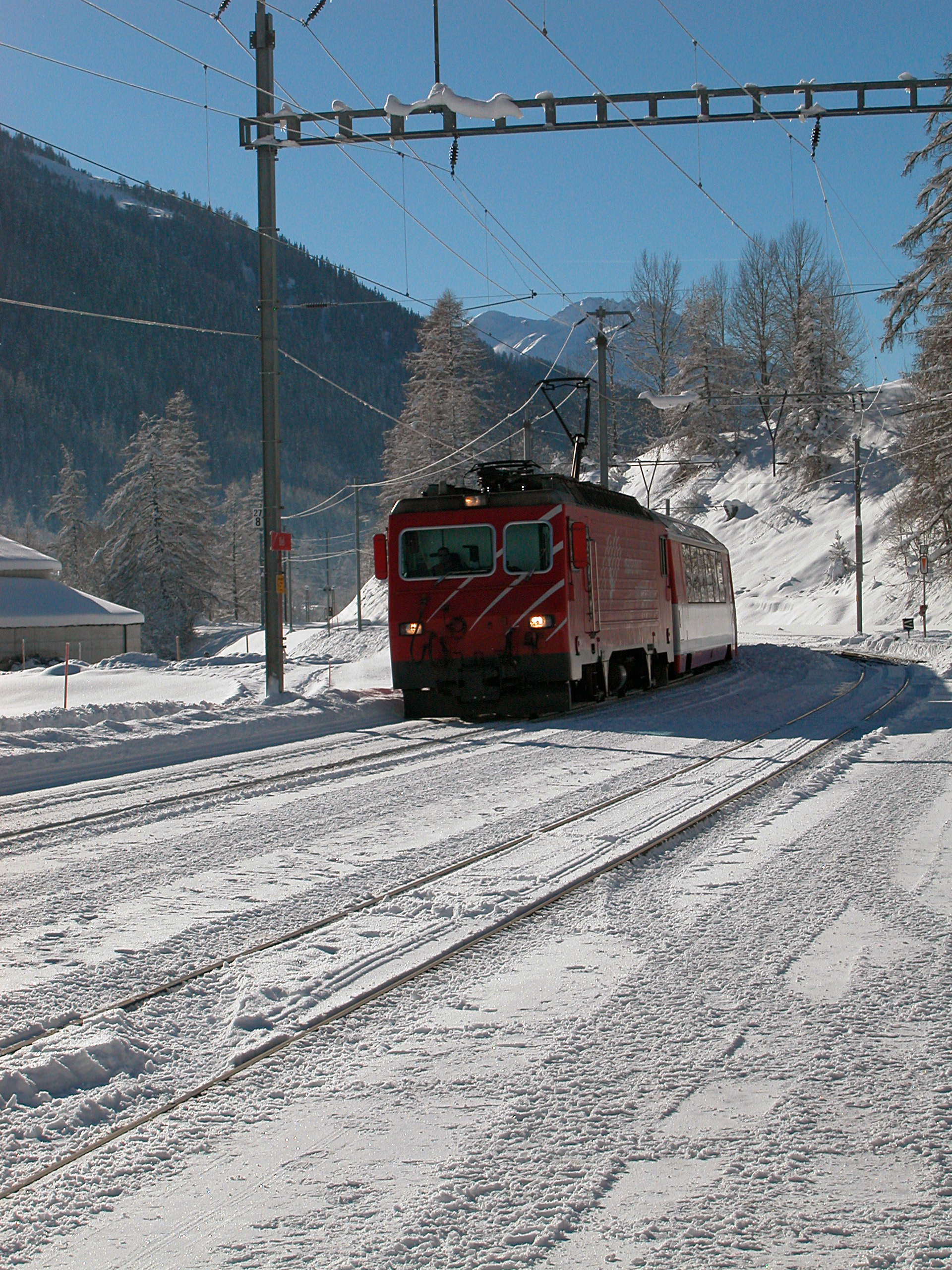
Le Glacier-Express près Biel de Goms.

### Itinéraires
- Zermatt – Viège – Brigue – tunnel de la Furka – Andermatt – col de l'Oberalp – Disentis/Mustér
- Andermatt – Göschenen

| Schéma de la ligne | Schéma de la ligne | Schéma de la ligne   | Schéma de la ligne |
| ------------------ | ------------------ | -------------------- | ------------------ |
| Légende            |                    |                      |                    |
|                    | 0                  | Gornergrat           | Gornergrat         |
|                    |                    | Rotenboden           |                    |
|                    |                    | Riffelberg           |                    |
|                    |                    | Riffelalp            |                    |
|                    |                    | Findelbach           |                    |
|                    |                    | Zermatt GGB          | 1608 m             |
|                    |                    | Zermatt              |                    |
|                    |                    |                      |                    |
|                    |                    | Täsch                |                    |
|                    |                    | Randa                |                    |
|                    |                    | Herbriggen           |                    |
|                    |                    | St. Niklaus          |                    |
|                    |                    | Kalpetran            |                    |
|                    |                    | Stalden-Saas         |                    |
|                    |                    | Viège                | 658 m              |
|                    |                    | Eyholz               |                    |
| BHF                |                    | Brig Bahnhofplatz    | Brig Bahnhofplatz  |
|                    |                    | Bitsch               |                    |
|                    |                    | Mörel                |                    |
|                    |                    | Betten Talstation    |                    |
|                    |                    | Grengiols            |                    |
|                    |                    | Lax                  |                    |
|                    |                    | Fiesch Feriendorf    |                    |
|                    |                    | Fiesch               |                    |
|                    |                    | Fürgangen-Bellwald   |                    |
|                    |                    | Niederwald           |                    |
|                    |                    | Blitzingen           |                    |
|                    |                    | Gluringen            |                    |
|                    |                    | Reckingen            |                    |
|                    |                    | Münster VS           |                    |
|                    |                    | Geschinen            |                    |
|                    |                    | Ulrichen             |                    |
|                    |                    | Obergesteln          |                    |
|                    |                    | Oberwald             |                    |
|                    |                    |                      |                    |
|                    |                    | Gletsch              |                    |
|                    |                    | Muttbach-Belvédère   |                    |
|                    |                    | Frontière Valais-Uri |                    |
|                    |                    | Furka DFB            |                    |
|                    |                    | Tiefenbach DFB       |                    |
|                    |                    |                      |                    |
|                    |                    |                      |                    |
|                    |                    | Realp DFB            |                    |
|                    |                    | Realp                |                    |
|                    |                    | Hospental            |                    |
|                    |                    |                      |                    |
|                    |                    | Andermatt            |                    |
|                    | BHF                |                      |                    |

|  | BHF |

### Connexions ferroviaires
- Zermatt : GGB vers le Gornergrat ;
- Viège : CFF vers Lausanne – Genève et vers Berne - Zurich ;
- Brigue :
  - CFF vers Sion – Genève et vers Domodossola (Italie) ;
  - BLS vers Spiez et Berne ;
- Göschenen : CFF vers Lucerne – Bâle et Zurich, et en direction du Tessin ;
- Disentis/Mustér : RhB vers Coire, permettant le passage du Glacier Express.

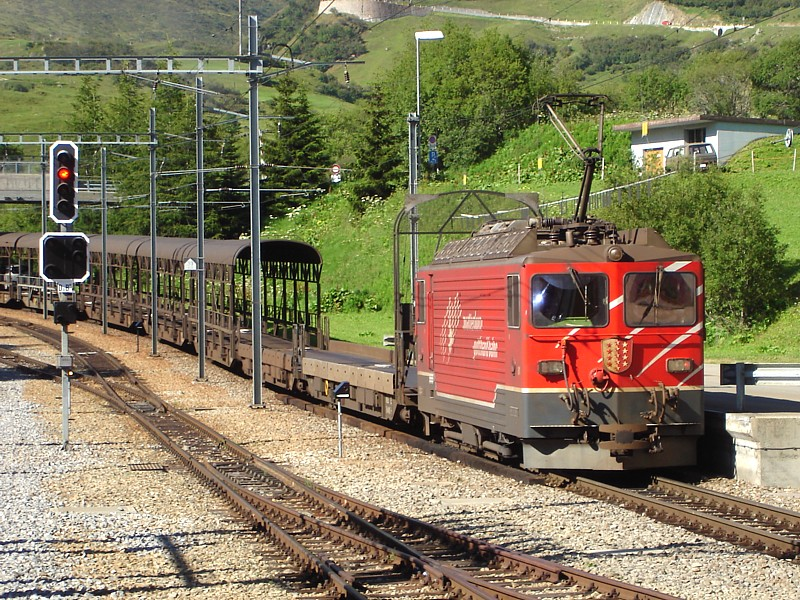
Un train pour automobiles à Realp.

## Trains-autos
Le MGB exploite deux services de chargement des autos :
- à travers le tunnel de la Furka, entre Oberwald (VS) et Realp (UR) ;
- à travers le col de l'Oberalp, entre Andermatt (UR) et Sedrun (GR).

## Photographies

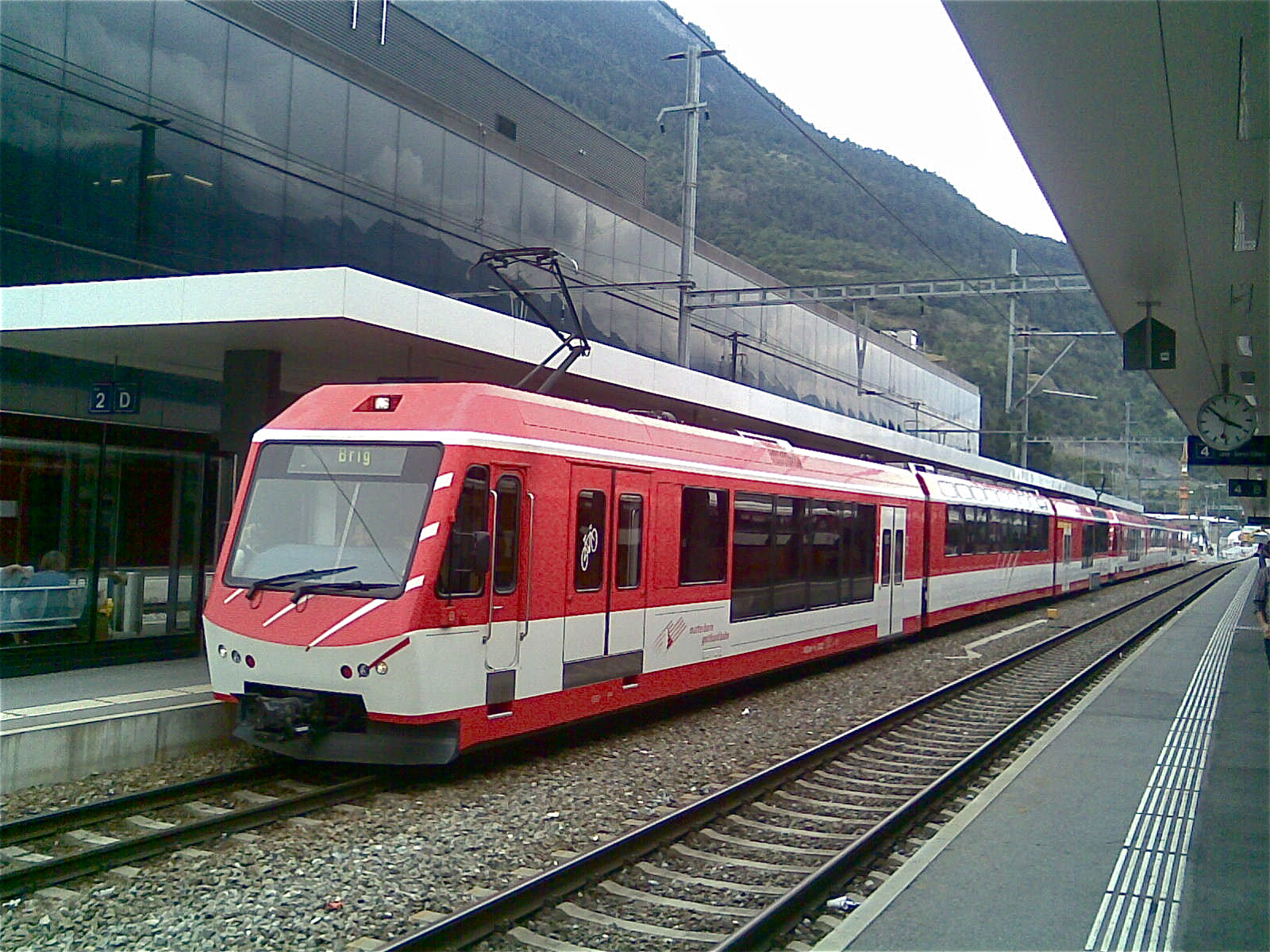
Automotrice en gare de Viège.
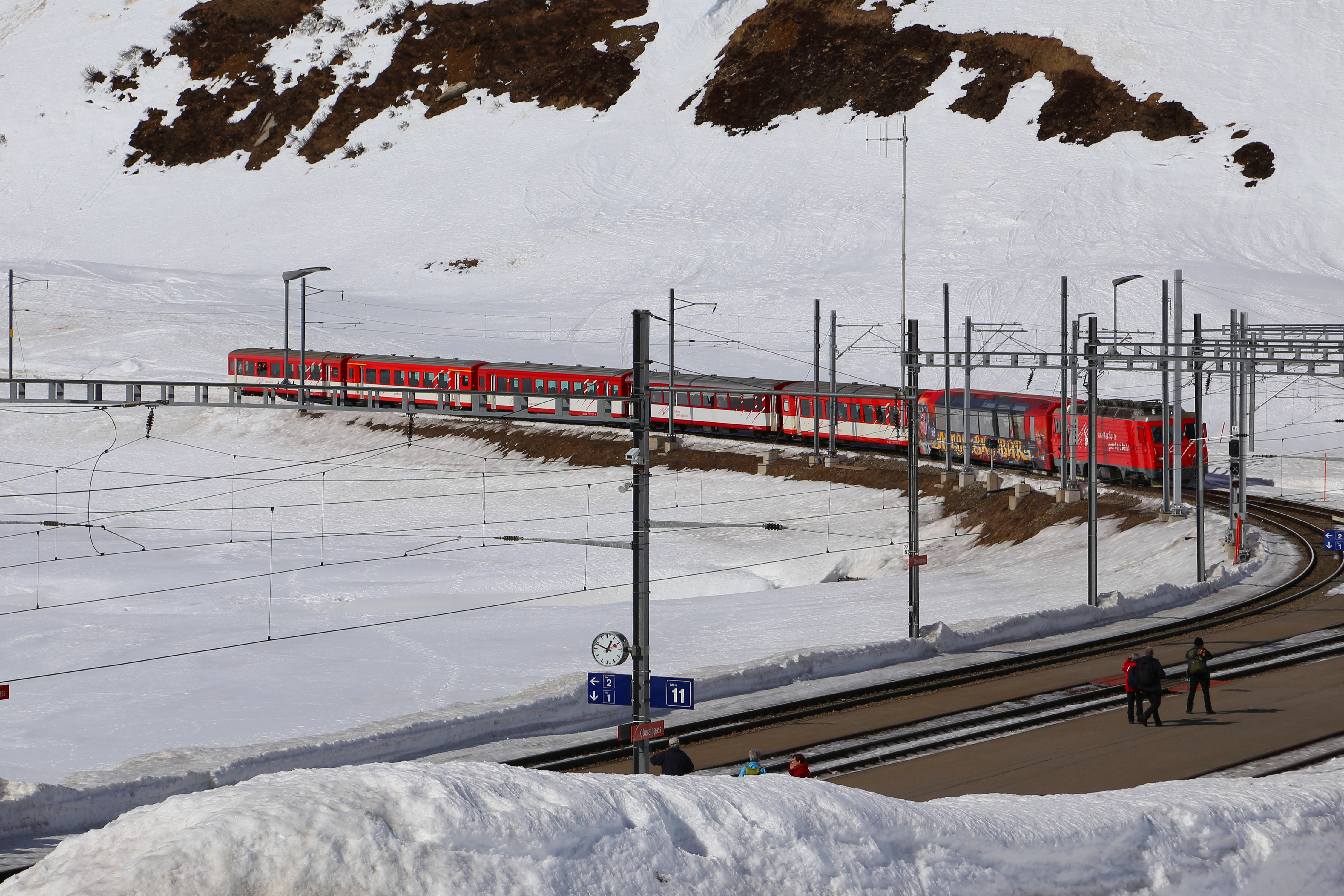
Train en gare de l'Oberalppass.
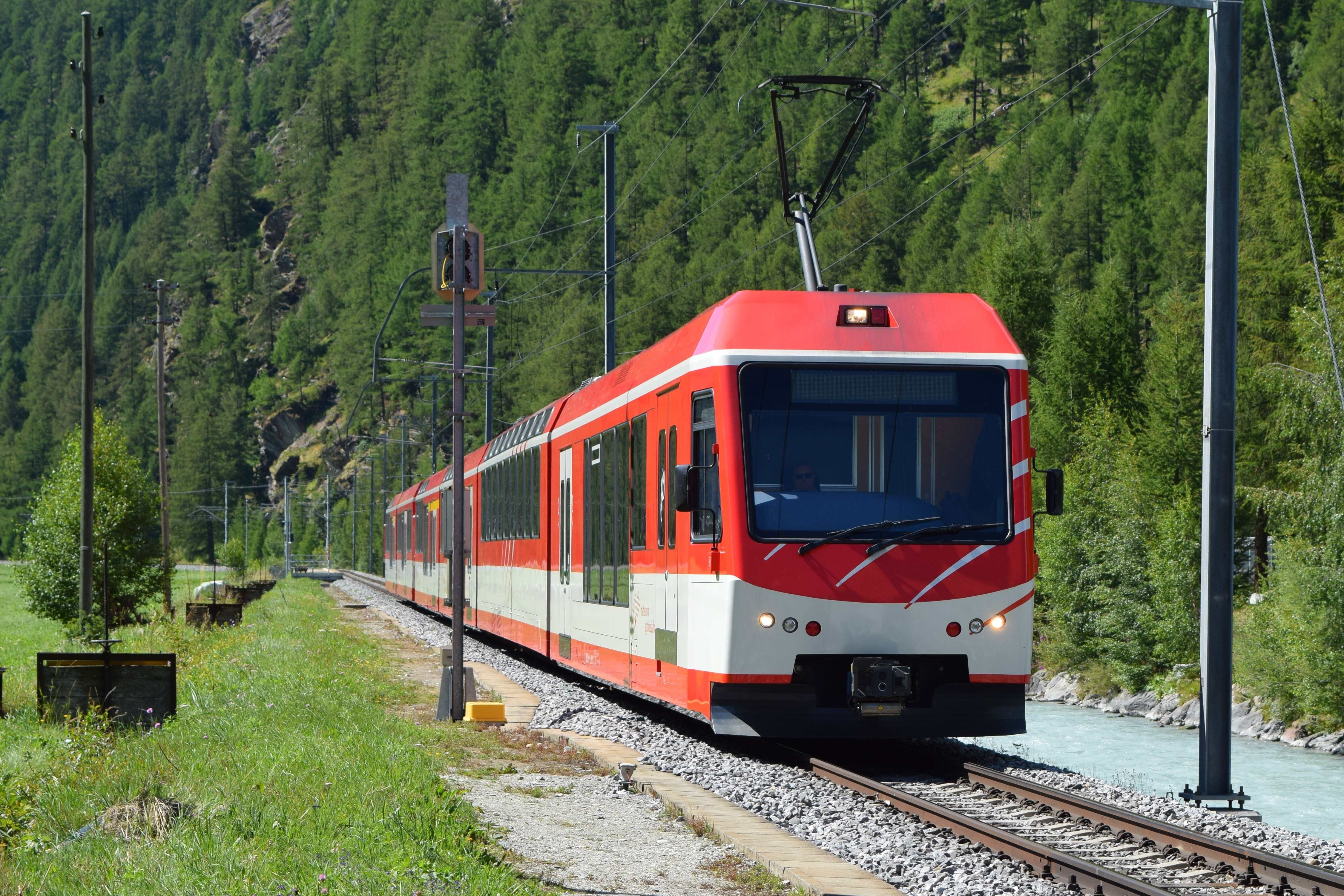
Automotrice ABDeh 4-8 à Täsch.
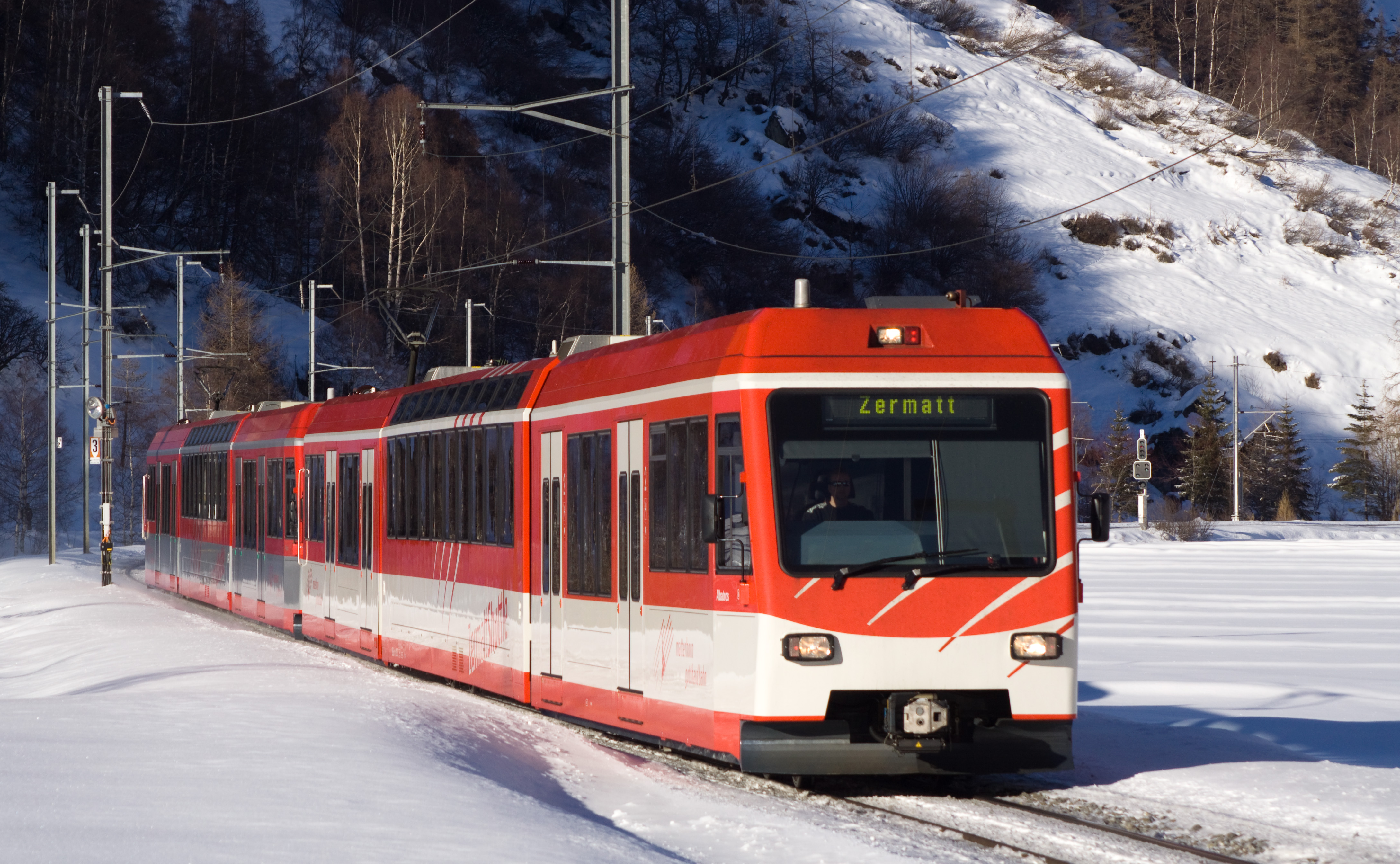
Navette Täsch - Zermatt.